# Lachesilla cintalapa
Lachesilla cintalapa är en insektsart som beskrevs av Garcia Aldrete 1983. Lachesilla cintalapa ingår i släktet Lachesilla och familjen kviststövsländor. Inga underarter finns listade i Catalogue of Life.